# 198a Brigada Mixta (Exèrcit Popular de la República)
La 198a Brigada Mixta va ser una unitat de l'Exèrcit Popular de la República que va prendre part en la Guerra Civil Espanyola. Al llarg de la contesa la brigada va estar present en els fronts de Llevant i Extremadura.

## Historial
El 30 d'abril de 1938 va ser creada a Linares una brigada mixta que va rebre la numeració 198a, anteriorment ostentada per una brigada en el front del Nord. El comandament va recaure en el comandant d'infanteria José Cirac Laiglesia. La nova unitat va ser formada en un 50% amb efectius veterans d'altres unitats, mentre que l'altre 50% procedia de reclutes. Aquest fet va fer que la formació de la brigada es retardés molt més del previst, i no va arribar a estar llesta fins ben entrat el mes de maig. La unitat seria adscrita a la 71a Divisió del VI Cos d'Exèrcit. A l'agost la 198a BM va ser destinada al sector de Logrosán, enfront de les forces de la 19a Divisió franquista.
A la fi de 1938 la unitat va ser enviada a Hinojosa del Duque, com a reserva, i a continuació quedaria agregada a la columna «F» que manava el major de milícies Bartolomé Fernández Sánchez. El 7 de gener de 1939, després del començament de la batalla de Peñarroya, la 198a BM va intervenir en l'ofensiva republicana i va intervenir en els durs combats que es van desenvolupar al Puerto de los Vuelos, en el sector de Monterrubio, sofrint greus baixes. Per això, seria retirada del front.
Disposada per a ser sotmesa a una ràpida reorganització, seria enviada per vaixell a Catalunya, com a reforç de la unitats republicanes que s'hi trobaven. Després de la seva arribada, el 19 de gener, la 198a BM i la 199a Brigada Mixta van ser transformades en dues agrupacions que quedarien sota el comandament del major de milícies Miguel Arriaga Vergara. No obstant això, en el context de caos que llavors regnava en la rereguarda republicana a Catalunya, la unitat es va dispersar ràpidament.

## Comandaments
Comandants
- comandant d'Infanteria José Cirac Laiglesia;
- major de milícies Jiménez;

Cap d'Estat Major
- capità d'Infanteria José Aguilar Valecillo;